# Fritz Bley
Pour les articles homonymes, voir Bley.
Fritz Bley (né le 23 juillet 1853 à Quedlinbourg, mort le 2 octobre 1931 à Berlin) est un écrivain allemand.

## Biographie
Après des études à Leipzig, il devient rédacteur au Thorner Zeitung et au Westfälischen Zeitung. Il fait de nombreux voyages en Europe et en Amérique du Nord et du Sud puis vient au Kölnische Zeitung (de).
En 1885, il devient secrétaire général de la Gesellschaft für Kolonisation et rédacteur en chef de Kolonialpolitischen Korrespondenz. Avec Carl Peters, il va en 1887 en Afrique de l'Est et revient en Allemagne en 1889.
En 1895, Bley créé avec Willibald Gebhardt (de) et Carl Peters la Deutschen Bundes für Sport, Spiel und Turnen, l'une des premières fédérations de football. En 1897, il est rédacteur en chef du Ostpreußischen Zeitung. En 1899, il s'installe à Berlin et devient membre du Jagdcorps Masovia zu Berlin (de) dans le WJSC (de).
En 1905, il travaille pour le journal Zeitfragen. En plus de ses activités journalistiques, il écrit de nombreuses récits de chasse et des monographies sur les animaux chassables, de nouvelles contributions à l'histoire coloniale, des romans et des nouvelles. Membre de l'Alldeutscher Verband, du Werdandi-Bund (de) en 1907, du Deutscher Wehrverein (de) en 1912 et du Preußenbund (de) en 1918, il affiche des positions nationalistes. Cependant son nom se trouve sur la liste des auteurs interdits pendant la période du national-socialisme, sans doute par confusion avec Franz Blei.
Son fils Wulf Bley (de) et son petit-fils Wulf E. Bley seront également écrivains.

## Œuvre
- Für die Schaubühne, ,omédie, Berlin 1879
- An's Herz der Heimath! nouvelles, Düsseldorf 1883
- Moderne Kunst, études sur l'histoire de l'art contemporain, sur les expositions de 1883 de Munich, Berlin et Paris, Leipzig 1884
- Deutsche Pionierarbeit in Ostafrika, Berlin 1891
- Circe, roman, Leipzig 1892
- Horridoh!, Berlin 1896
- Durch!, biographie d'Heinrich von Rosenberg, Berlin 1897
- Hochlandminne. poésie, Berlin 1902
- Die Schwestern von Mbusini. roman historique, Dresden 1904
- Blühende Gärten des Ostens, 78 nouvelles, poèmes et pastiches sur la littérature orientale, Leipzig 1907
- Der Edelhirsch, 1909
- Avalun, Berlin 1914
- Der schlimmste Feind! Leipzig 1916
- In Kraft und Ehren, Berlin 1917
- Wie kam es doch? Sur les causes de la Grande Guerre, Leipzig 1918
- Am Grabe des deutschen Volkes, Berlin 1919
- Vom wehrhaften Raubwild, Leipzig 1919
- Von freiem Hochlandwilde, Leipzig 1919
- Lebensbilder aus der Tierwelt Europas, Leipzig 1920 (coauteur)
- Vom nordischen Urwilde, Leipzig 1921
- Vom Edelen Hirschen, Leipzig 1923
- Der Blutschreck und andere Tiergeschichten, Leipzig 1924
- 50 Jahre deutscher Jagd, Berlin 1925
- Alfred Brehm. Das Leben der Tiere, Leipzig 1926–1929
- Der Harzhirsch und seine Bergwelt, Leipzig 1927

## Source de la traduction
- (de) Cet article est partiellement ou en totalité issu de l’article de Wikipédia en allemand intitulé « Fritz Bley » (voir la liste des auteurs).